# Piers Paul Read
Piers Paul Read (* 7. März 1941 in Beaconsfield, Buckinghamshire, Vereinigtes Königreich) ist ein britischer Schriftsteller.

## Leben
Piers Read ist der Sohn des Dichters Herbert Read und entstammt einer gläubigen katholischen englischen Familie. Er studierte an der Universität Cambridge, wo er 1962 mit einem M.A. (Master of Arts) abschloss. 1963 bis 1964 verbrachte er ein Jahr in West-Berlin, was ihn zu seinem zweiten Roman The Junkers (1968) inspirierte und seine Sympathien für Deutschland entscheidend prägte. 1967–68 lebte er in New York – eine Zeit, die er in The Professor's Daughter (1971) aufarbeitete. Read bekleidete in weiterer Folge mehrere Ehrenpositionen in Kunstinstituten. 1992–97 war er Vorsitzender der Catholic Writers' Guild, einer Vereinigung katholischer britischer Schriftsteller. Read ist verheiratet und Vater von vier Kindern. Er lebt in London.

## Werke
Reads allgemein bekanntestes Werk ist der Tatsachenroman Überleben! (orig.: Alive: The Story of the Andes Survivors) über den Uruguayan-Air-Force-Flug 571 aus dem Jahr 1974, der 1993 erfolgreich verfilmt wurde. Neben mehreren Sachbüchern zu verschiedensten Themen schrieb er auch für das Fernsehen.
Der Großteil seines Werkes besteht allerdings aus Romanen. Sein erstes Buch ist das formell eher experimentelle Game in Heaven with Tussy Marx (1966), das maßgeblich von seinen kommunistischen Sympathien während seiner Studienzeit geprägt ist. (Die Tussy Marx im Titel war eine Tochter von Karl Marx, die Selbstmord beging.) In weiterer Folge wandte er sich einer realistischeren Erzählweise zu. Seinen ersten bedeutenderen künstlerischen Erfolg konnte er mit Monk Dawson (1969) feiern, für den er 1970 sowohl den Hawthornden-Preis als auch einen Somerset Maugham Award erhielt.

### Themen und Inhalte
Reads umfangreiches literarisches Werk ist maßgeblich von seinem katholischen Glauben geprägt. Schuld, Sühne und Bekehrung sind seine Hauptthemen. Formell sind seine Romane auf traditionelle Art, linear erzählte Geschichten. Er verwendet oft auch Elemente der kommerziellen Spannungsliteratur und des Thrillers, z. T. in sensationalistischer Aufmachung (Morde, Vergewaltigungen, Spionage usw.). Der (meist männliche) Held ist selten eine sympathische Identifikationsfigur, sondern eher jemand, dessen Weg zur Bekehrung der Leser mitverfolgt.
Read legt zudem ein in der britischen Literatur ungewohnt positives Interesse an Deutschland (The Junkers, The Knights of the Cross) und an Osteuropa, insbesondere Polen und Russland (Polonaise, A Season in the West, A Patriot in Berlin, Alice in Exile), an den Tag.

## Werkliste

### Belletristik
- Game in Heaven with Tussy Marx (1966)
- The Junkers (1968)
- Monk Dawson (1969)
- The Professor's Daughter (1971)
- The Upstart (1973)
- Polonaise (1976)
- A Married Man (1979)
- The Villa Golitsyn (1981)
- The Free Frenchman (1986)
- A Season in the West (1988)
- On the Third Day (1990)
- A Patriot in Berlin (1995)
- Knights of the Cross (1997)
- Alice in Exile (2001)

### Sachbuch
- Alive: The Story of the Andes Survivors (1974) (dt. zunächst: Überlebt. Die Anden-Passion. später Überleben!)
- The Train Robbers (1978) (dt. Die Posträuber)
- Quo Vadis? The Subversion of the Catholic Church (1991)
- Ablaze: The Story of Chernobyl (1993)
- The Templars: The Dramatic History of the Knights Templar, the Most Powerful Military Order of the Crusades (1999)
- Alec Guinness. The Authorised Biography (2003)
- Hell and other Destinations (Essays) (2006)
- The Dreyfus Affair. The Scandal That Tore France in Two (2012)